# MJ & Friends
MJ & Friends — серия из двух сборных благотворительных стадионных концертов Майкла Джексона, а также множества других исполнителей, включая Слэша из группы Guns N’ Roses. Целью концертов был сбор средств нуждающимся детям, в том числе из Косово и Африки. Первый концерт прошёл в Сеуле (Южная Корея) 25 июня 1999 года, второй — в Мюнхене (Германия) 27 июня.

## Концерты
Концерты были организованы с целью сбора средств для Детского фонда Нельсона Манделы, Международного движения Красного креста и Полумесяца и ЮНЕСКО. В общей сложности сборы от концертов составили 3,3 миллиона долларов.
Первый концерт прошёл 25 июня 1999 года на олимпийском стадионе «Чамсиль» в Сеуле (Южная Корея). Возникли споры по поводу высокой цены на билеты, а также того факта, что дата концерта совпала с 40-й годовщиной начала Корейской войны. Эта дата была выбрана намеренно, чтобы напомнить о конфликте. После исполнения песни «Earth Song» Майкл Джексон выступил с заявлением о необходимости объединения Кореи, и пообещал приехать, если это произойдёт. Помимо Джексона, в концерте принимали участие исполнители All Saints, Barenaked Ladies, Андреа Бочелли, Boyzone, Марайя Кэри, А. Р. Рахман, Scorpions, Ринго Старр, Status Quo, Лютер Вандросс и Дзуккеро.
Второй концерт прошёл на олимпийском стадионе «Олюмпиаштадион» в Мюнхене (Германия). Среди других исполнителей: Blackstreet, Boyz II Men, Ванесса Мэй, Scorpions, Слэш, Status Quo и Лютер Вандросс. 
Джексон закрывал оба концерта попурри из своих песен «Don’t Stop ’Til You Get Enough»/«The Way You Make Me Feel»/«Jam»/«Scream»/«Black or White» /«Billie Jean», а также исполнением «Dangerous», «Earth Song» и «Your Are Not Alone». Концерты посетили 115 000 зрителей. Оба концерта были показаны по телевидению. Второй концерт транслировался в сети Интернет, собрав рекордные 10 миллионов просмотров за день.
31 декабря 1999 и 1 января 2000 года Майкл Джексон должен был выступить на стадионе «Алоха» на Гавайях, США, а также на стадионе «Австралия» в Сиднее, Австралия и в Буэнос-Айресе, Аргентина. Позже эти планы были отменены и исключены из тура MJ & Friends.

## Происшествие с неисправным краном
На концерте в Мюнхене 27 июня 1999, во время исполнения «Earth Song», средняя секция платформы, на которой стоял Джексон, рухнула после подъёма в воздух. Джексон выбрался из ямы, в которую приземлился механизм, и продолжил петь. Гитарист Слэш, находившийся на сцене, также продолжил своё выступление, и в то же время бросился за кулисы в безопасное место. Джексон закончил концерт, а после этого был доставлен в больницу «Рехтс-дер-Изар». Он получил повреждение позвоночника, вывих лодыжки, нервный шок и лёгкие ожоги на руках. Никто из зрителей, съёмочной группы или бэк-исполнителей не пострадал. По словам Кенни Ортеги, режиссёра концертов, было подтверждено, что инцидент произошёл из-за механической неисправности крана. Тот же трюк исполнялся без происшествий на первом концерте в Сеуле.

## Сет-лист Майкла Джексона
1. Попурри: 
  1. «Don’t Stop ’Til You Get Enough»
  2. «The Way You Make Me Feel»
  3. «Jam»
  4. «Scream»
  5. «Black or White»
  6. «Billie Jean»
2. «Dangerous» (содержит сэмплы из «Smooth Criminal»)
3. «Earth Song»
4. «You Are Not Alone»
5. «Heal The World» (инструментальная версия)

По сообщениям, на концертах должна была исполняться «She’s Out of My Life» в дуэте с Мэрайей Кэри, но это не состоялось по неизвестным причинам.

## Даты

### Концерты
| Дата                  | Город                 | Страна                | Стадион               |
| Состоявшиеся концерты | Состоявшиеся концерты | Состоявшиеся концерты | Состоявшиеся концерты |
| --------------------- | --------------------- | --------------------- | --------------------- |
| 25 июня 1999          | Сеул                  | Южная Корея           | «Чамсиль»             |
| 27 июня 1999          | Мюнхен                | Германия              | «Олюмпиаштадион»      |
| Отменённые концерты   |                       |                       |                       |
| 31 декабря 1999       | Гонолулу              | США                   | «Алоха»               |
| 1 января 2000         | Сидней                | Австралия             | «Австралия»           |

### Репетиции
| Дата         | Город        | Страна      | Стадион          |
| ------------ | ------------ | ----------- | ---------------- |
| 10 июня 1999 | Лос Анджелес | США         | Н/Д              |
| 13 июня 1999 | Лос Анджелес | США         | Н/Д              |
| 20 июня 1999 | Лос Анджелес | США         | Н/Д              |
| 24 июня 1999 | Сеул         | Южная Корея | «Чамсиль»        |
| 26 июня 1999 | Мюнхен       | Германия    | «Олюмпиаштадион» |